# Caridina vitiensis
Caridina vitiensis is een garnalensoort uit de familie van de Atyidae. De wetenschappelijke naam van de soort is voor het eerst geldig gepubliceerd in 1899 door Borradaile.